# MediaMonkey
MediaMonkey – aplikacja, służąca do odtwarzania plików multimedialnych i ich katalogowania, stworzona i rozwijana przez korporację Ventis Media. Program jest przeznaczony dla systemów operacyjnych Windows. Obsługuje natywnie popularne formaty muzyczne, m.in. MP3, Ogg Vorbis i WMA, za pomocą zewnętrznych rozszerzeń można uzyskać obsługę plików wideo i innych, mniej popularnych formatów audio. MediaMonkey obsługuje język skryptowy, wtyczki oraz skórki. Najnowsza wydana wersja oznaczona jest numerem 4.0.7.
MediaMonkey jest dostępna za darmo jako freeware, lub za opłatą w wersji Gold, zawierającej niedostępne w wersji darmowej funkcje.

## Rozwój aplikacji
Pierwotnie, nazwą programu było Songs-DB, był on rozwijany przez Jiříego Hájka. Wraz z wprowadzeniem wersji 2 zmieniono nazwę programu na MediaMonkey. Zespół, odpowiedzialny za rozwój aplikacji został znacznie powiększony.
Cykl rozwoju aplikacji przewiduje okres ok. 2–3 lat na poszczególne wydanie. Dodatkowo, wersje alfa i beta są dostępne do testowania na oficjalnym forum programu. W proces rozwoju włączają się użytkownicy, wysyłający prośby i feedback, oraz deweloperzy tworzący rozszerzenia.

## Obsługiwane formaty plików
Aplikacja obsługuje natywnie formaty MP3, AAC, Ogg Vorbis, FLAC, WMA, APE, MPC oraz WAV. MediaMonkey umożliwia zgrywanie płyt CD na dysk twardy i zakodowanie w wybranym formacie. Pliki muzyczne mogą być konwertowane pomiędzy obsługiwanymi formatami.
MediaMonkey zawiera rozbudowany edytor tagów, pozwalający na zapis formatów ID3v1, ID3v2.4, Vorbis comment, WMA, APEv2 i RIFF. Możliwy jest także odczyt tagów z plików WAV.

## Synchronizacja z urządzeniami przenośnymi
MediaMonkey pozwala – za pomocą jednego przycisku – na szybką synchronizację utworów i list odtwarzania z następującymi urządzeniami przenośnymi:
- Apple iPod Standard, Mini, Photo, Shuffle, Nano, Classic, Touch + Touch v2, iPhone + iPhone 3G
- Iriver iFP-8xx, iFP-9xx, PMC-120, H10, N-xx, PMP-1xx, H120, H320, H340, T10
- Creative ZEN Xtra, Micro, Neeon, Sleek, Touch, Vision, Vision:M, V, V Plus, ZEN
- Microsoft Zune obsługa możliwa po wykonaniu zmiany w rejestrze
- Sandisk Sansa Slot, Fuze, View, Clip, Shaker, Express, c200, e200, Connect, c100, m200, e100
- wybrane modele telefonów komórkowych
- inne urządzenia przenośne (np. PenDrive)
- urządzenia MTP (z uwzględnieniem Microsoft PlaysForSure)

Podczas synchronizacji (jeśli to konieczne) pliki konwertowane są do odpowiedniego formatu „w locie”.

## Cechy i możliwości programu
- Zgrywanie muzyki z płyt CD
- Odtwarzanie popularnych formatów muzycznych
- Konwersja między obsługiwanymi formatami
- Biblioteka multimediów z opcją szybkiego wyszukiwania i katalogowania
- Przeszukiwanie tagów i innych dostępnych informacji
- Pobieranie brakujących informacji z baz FreeDB i Amazon.com
- Odczytywanie i modyfikacja tagów
- Katalogowanie utworów
- Synchronizacja z urządzeniami przenośnymi
- Eksportowanie danych (w różnych formatach)